# 熱狂の王 ドナルド・トランプ
『熱狂の王 ドナルド・トランプ』（ねっきょうのおう ドナルド・トランプ、Never Enough: Donald Trump and the Pursuit of Success, 別原題: The Truth About Trump）は、マイケル・ダントニオによる2015年のドナルド・トランプの伝記本である。本書にはトランプ本人、彼の息子のドナルド・トランプ・ジュニア、最初の妻のイヴァナ・トランプ、2番目の妻のマーラ・メープルズ、ニューヨーク・ミリタリー・アカデミー時代の訓練教官のテオドール・ダビアスへのインタビューが含まれている。

## 背景
トランプは2016年の大統領選挙運動の発表前に、作家のマイケル・ダントニオとマーク・ダゴスティーノと面会した。トランプは当初、公式なインタビューを断るつもりであったとダントニオに告げた。トランプはダントニオに、ダゴスティーノの調査で自身に協力していたので面会を承諾したのだと語った。トランプは以前にマークが彼について書いていた『ピープル』誌の記事を気に入っていたのである。トランプはダントニオに対し、「おそらく、たちの悪い本になるだろう。オーケーしたことを後悔するかもしれないな。まあ、いいさ。たちの悪い本なら訴えるだけだ。本が売れなくてもかまわん。人間というのは、ポジティブで勇気づけられるものが好きなんだ。成功したければ、あなたもそういう本を書くことだ」と忠告した。
トランプのチーフ・アシスタントであるローナ・グラフは、ダントニオとダゴスティーノをトランプの知人や彼に好意的な人物に面会させた。しかしながらトランプの2番目の妻であるマーラ・メープルズへのインタビューの後、グラフはその後のインタビュー予定を全てキャンセルした。ダントニオはその理由について、「私が作家のハリー・ハートと話したからだ。彼は1993年にトランプを怒らせたことがあり、トランプの『敵リスト』に載っている人物だった。私がハリーと話したことをメイプルズに伝えたため、どうやら彼女はそれを前夫に知らせたのだろう」と述べている。

## 出版
本書は当初は2016年1月発売を予定していた。2015年8月、出版社のトーマス・ダン・ブックスは発売日を2015年10月6日に変更することを発表し、さらにその後、2016年大統領選挙の世論調査でトランプが優勢であったため、2015年9月22日に前倒しされた。
2016年6月にセント・マーティンズ・プレスより『The Truth About Trump』と改題されてペーパーバック版も発売された。

## 評価
『ニューヨーク・タイムズ』のジェームズ・B・スチュワートは、本書を「トランプの人生について、見事にわかりやすく、公平で、しかしそれにもかかわらず批判的な記述」と評した。『ワシントン・ポスト』のカルロス・ロサダは、本書が「急かされたことがわかる」と分析し、「散漫な単語に時折、誤字が散見されるが、それでも快活で楽しい読み物である」と評した。
『フィナンシャル・タイムズ』のエドワード・ルースは、トランプの大統領選挙運動開始と2016年共和党予備選挙開始の中間地点で発表された本書を「バランスが取れており、情報源も豊富で、絶妙なタイミングだった」と評した。ルースはさらに、本書は「すぐに読み終える」ものではないが、「時間をかけて読む価値がある」と評した。『USAトゥデイ』のスーザン・ペイジは本書に4ツ星満点で3ツ半星を与え、また本書が良い時期に発売されたと考えた。ペイジは本書がトランプの人生について「入念に取材され、公平な立場で書かれている」と評した。

## 日本語版
日本語版は2016年9月28日にクロスメディア・パブリッシングより出版された。
- マイケル・ダントニオ（英語版） 著、高取芳彦、吉川南 訳『熱狂の王 ドナルド・トランプ』クロスメディア・パブリッシング、2016年9月28日。ISBN 978-4844374985。